# Upemba-mocsáriantilop
Az Upemba-mocsáriantilop (Kobus anselli vagy Kobus leche anselli) az emlősök (Mammalia) osztályának párosujjú patások (Artiodactyla) rendjébe, ezen belül a tülkösszarvúak (Bovidae) családjába és a nádiantilop-formák (Reduncinae) alcsaládjába tartozó faj vagy alfaj.

## Rendszertani besorolása és felfedezése
Ezt a 2005-ben felfedezett és leírt állatot, Fenton Peter David Cotterill a Kobus emlősnem hatodik fajának tekintette; azonban ezzel nem mindenki ért egyet, köztük a Természetvédelmi Világszövetség (IUCN) sem, akik a K. anselli-t a zambézi mocsáriantilop (Kobus leche) egy újabb alfajának tekintik, Kobus leche anselli név alatt.
Hogy ez egy külön faj vagy alfaj, Cotterill nem a vadonból szerzett adatokból jött rá, hanem 35 darab múzeumi példány vizsgálásából. Ezeket az állatokat 1926-ban és 1947-48-ban lőtték le, illetve tömték ki.

## Előfordulása
Az Upemba-mocsáriantilop a Kongói Demokratikus Köztársaság egyik endemikus állata, amely kizárólag az Upemba Nemzeti Park mocsaras vidékein található meg.
Az IUCN szerint 2017-ben körülbelül 600-1000 egyede létezett. Az állat átlagos élettartama 6,4 év.

### Fordítás
- Ez a szócikk részben vagy egészben  az   Upemba lechwe című angol Wikipédia-szócikk ezen változatának fordításán alapul.  Az eredeti cikk szerkesztőit annak laptörténete sorolja fel. Ez a jelzés csupán a megfogalmazás eredetét és a szerzői jogokat jelzi, nem szolgál a cikkben szereplő információk forrásmegjelöléseként.